# Алзергрунд
Алзергрунд (на немски: Alsergrund) е деветият окръг на Виена. Населението му е 41 985 жители (по приблизителна оценка от януари 2019 г.).

## Подразделения
- Алзерфорщат
- Алтангрунд
- Лихтентал
- Михелбойерн
- Росау
- Туригрунд
- Химелпфортгрунд